# Stephanopis minuta
Stephanopis minuta là một loài nhện trong họ Thomisidae.
Loài này thuộc chi Stephanopis. Stephanopis minuta được Ludwig Carl Christian Koch miêu tả năm 1876.